# Wheel Abrasion Experiment

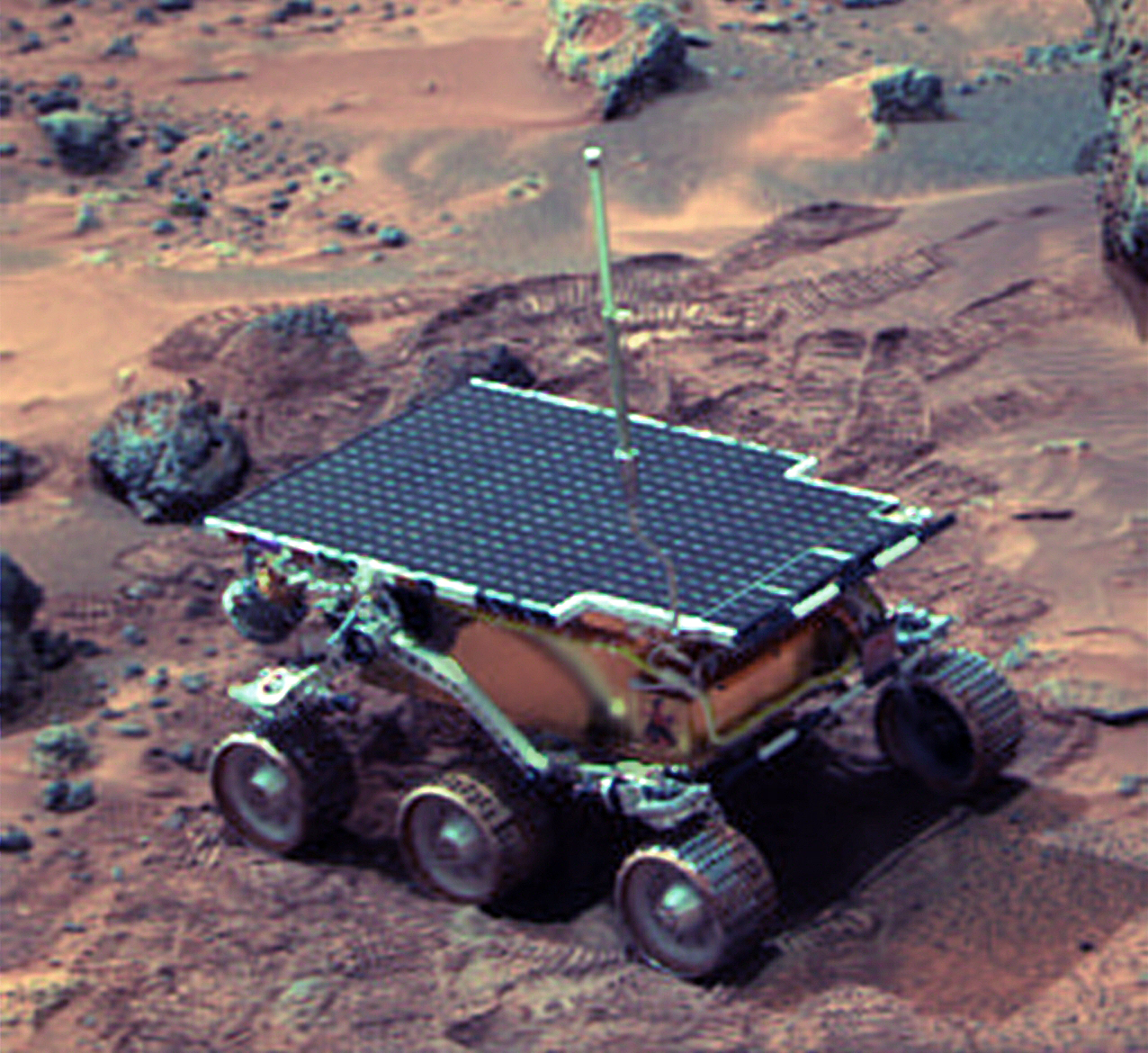
Il rover Sojourner su Marte.

Con Wheel Abrasion Experiment (WAE) si indica un esperimento montato sul rover Sojourner e condotto su Marte nell'ambito della missione Mars Pathfinder, della NASA.
I risultati ottenuti indicano che il suolo del sito di atterraggio era costituito da polvere a grana fine e di limitata durezza, con grani aventi una dimensione massima di 40 µm. Inoltre, l'esperimento ha fornito la prima prova indiretta delle proprietà elettrostatiche della regolite marziana.
L'attrezzatura era stata sviluppata, costruita e comandata dal Lewis Photovoltaics and Space Environments Branch del Glenn Research Center.

## Descrizione

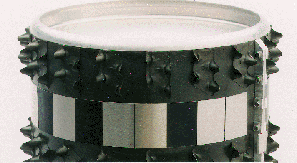
La ruota interessata dal Wheel Abrasion Experiment.

Il Wheel Abrasion Experiment era stato ideato per misurare l'azione abrasiva del suolo marziano su sottili strati di alluminio, nichel e platino e dedurre in tal modo informazioni sulla granulometria del suolo in corrispondenza del sito di atterraggio. A tale scopo, su una delle due ruote centrali del rover erano stati montati 15 strati, cinque di ciascun metallo, di spessore compreso tra 200 e 1000 ångström. I 15 elementi erano inoltre elettricamente isolati dal resto del rover.
Direzionando opportunamente la ruota, la luce solare incidente era riflessa verso un sensore ottico (fotovoltaico), posizionato in prossimità della stessa. L'analisi del segnale raccolto avrebbe dovuto consentire di determinare l'informazione desiderata. Affinché l'azione abrasiva fosse significativa nei tempi previsti per la missione, era stato programmato che il rover si fermasse ad intervalli frequenti e, con le altre cinque ruote frenate, imponesse una rotazione alla ruota del WAE forzandola verso il terreno, per aumentarne l'usura.
Successivamente alla conduzione dell'esperimento su Marte, si sarebbe cercato di riprodurre gli effetti osservati in laboratorio.

## Risultati
L'interpretazione del risultati proposta da Ferguson et al. suggerisce che gli strati più sottili di alluminio siano stati interessati dall'abrasione maggiore, mentre quelli più spessi in nichel e platino subirono un'abrasione minore. Dato compatibile con una dimensione dei grani inferiore ai 40 mm.
Tuttavia, furono rilevate notevoli fluttuazioni nel segnale, interpretate come conseguenza dell'adesione sulla ruota di polvere marziana. Tali fluttuazioni furono correlate al periodo di esposizione alla luce solare, precedentemente alla rilevazione, dell'elemento analizzato: strati a lungo in ombra, erano ricoperti da un quantitativo maggiore di polvere; accadeva l'opposto se l'analisi seguiva una lunga esposizione alla luce solare. Ciò può essere spiegato se si suppone che gli elementi metallici fossero carichi elettricamente e che tale carica fosse responsabile dell'adesione della polvere marziana: l'esposizione alla luce solare avrebbe determinato una riduzione della carica dell'elemento per effetto fotoelettrico e quindi del quantitativo di polvere adesa ad esso; viceversa, gli elementi in ombra non avrebbero avuto modo di scaricarsi.
L'ipotesi trova conferma nel fatto che una ruota metallica in movimento nelle condizioni di pressione e composizione dell'atmosfera di Marte accumula elettrostaticamente una carica di centinaia di volt (100-300 V). Questo comportamento era stato previsto teoricamente, riprodotto in laboratorio e misurato sulla Luna dal Surface Electrical Properties Experiment (volato a bordo dell'Apollo 17), ma non era mai stato osservato su Marte. Un'ulteriore conferma della bontà dell'ipotesi viene dalle immagini del rover riprese dal lander, che mostrano il progressivo accumulo della polvere sulle superfici metalliche.
I dati che possono essere dedotti dall'adesione della polvere alle ruote stabiliscono un limite superiore per le dimensioni dei grani, compatibile con quanto stimato in accordo alle misure di abrasione, confermando che il suolo del sito di atterraggio era costituito da polvere a grana fine e di limitata durezza.